# فوزي الحناوي
فوزى الحناوي (مواليد 29 سبتمبر 1998) هو لاعب كرة قدم مصري يلعب في مركز الجناح الأيسر في نادي الاتحاد السكندري.